# Henri Matisse (Rose)
Die Rosensorte ‘Henri Matisse’ (syn. ‘DELstrobla’, ‘Deltisse’) ist eine purpur bis karminrote, weiß gestreifte Strauchrose, die von Georges Delbard gezüchtet und 1993 in den Markt eingeführt wurde.

## Ausbildung

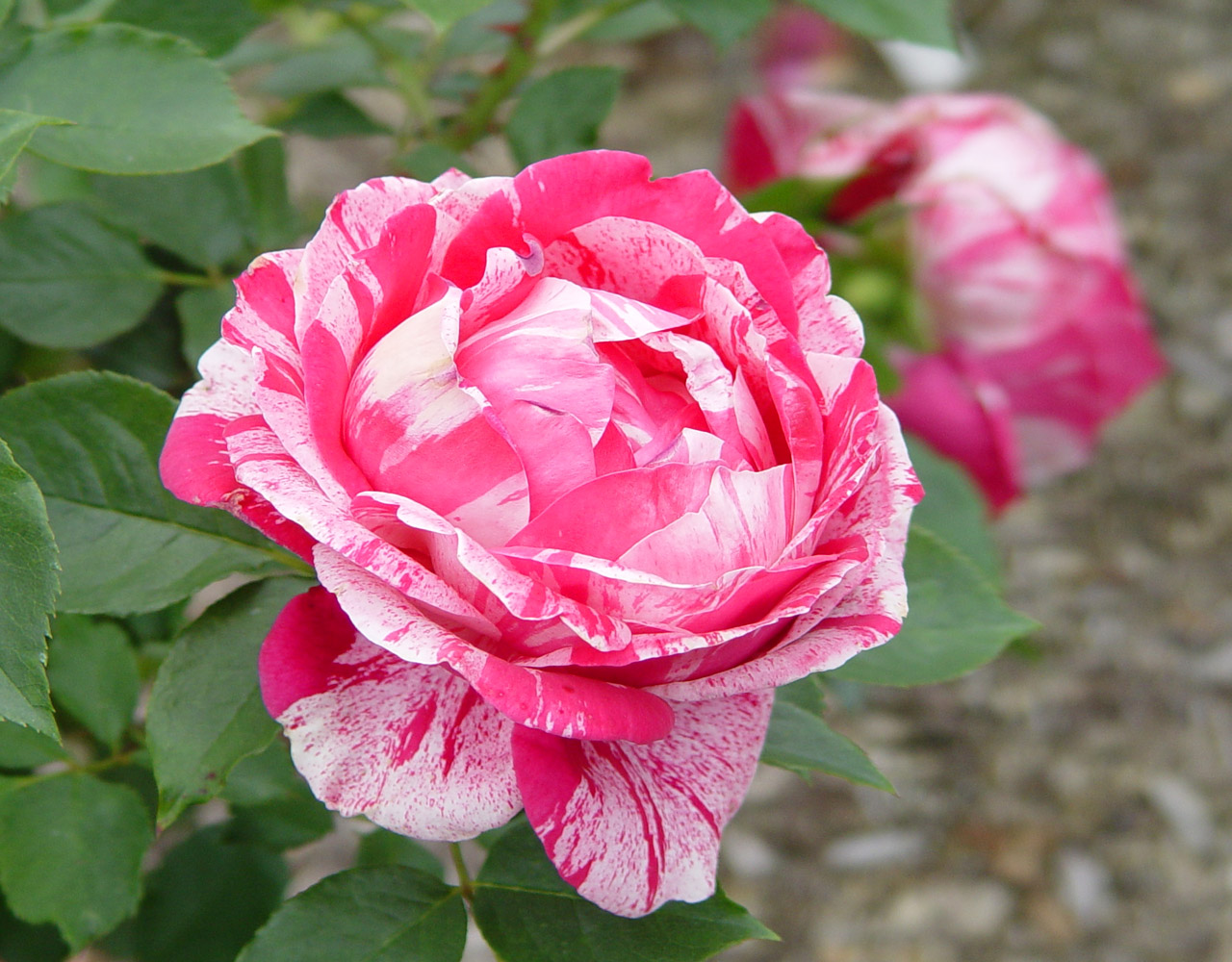
Hellrosa - purpurgestreifte Rose ‘Henri Matisse’ im Flower Festival Commemorative Park in Kani, Japan

Die buschig, aufrecht wachsende Rose ‘Henri Matisse’ bildet einen kompakten Strauch aus. Die Rosenpflanze wird etwa 80 cm bis maximal 100 cm hoch und 50 bis 60 cm breit. Die meist büschelartig angeordneten Blüten werden aus 30 gebogenen Petalen gebildet. Sie formen eine große, gefüllte schalenförmige bis flache Rosenblüte aus. Die 8 bis 10 cm großen Blüten besitzen eine karminrote bis purpurfarbene Grundfarbe, die durch lebhafte, weiße Streifen und Sprenkel durchzogen wird. Die Blüten variieren stark in ihrer Zeichnung, in einigen Blüten dominiert auch eine weiße bis hellrosa Blütenfarbe. Die Rosensorte besitzt große, glänzende, mittel- bis dunkelgrüne, robuste Blätter. Die Rosensorte ‘Henri Matisse’ zeichnet sich durch einen leichten, fruchtigen Duft nach Himbeeren und Alten Rosen aus.
Die kräftig remontierende Teehybride ist winterhart (USDA-Klimazone 6b bis 9b). Sie blüht anhaltend von Mai bis in den späten Herbst und ist resistent gegenüber den bekannten Rosenkrankheiten.
Die Rose eignet sich zur Bepflanzung von niedrigen Blumenrabatten und Bauerngärten. Die Rose ‘Henri Matisse’ findet auch in der Floristik aufgrund ihrer außergewöhnlichen Färbung als Schnittblume Verwendung.
Die Rosensorte wird in zahlreichen Rosarien und Gärten der Welt, unter anderem im Arboretum Borova hora (Slowakei), im Carla Fineschi Foundation Rose Garden (Toskana), im Les Chemins de la Rose - Garten (Maine-et-Loire, Frankreich), im Rosaholic's Southern California Garden sowie im San Jose Heritage Rose Garden (Kalifornien), in der Roseraie Princesse Grace (Monaco), im Peggy Rockefeller Rose Garden sowie im Europa-Rosarium Sangerhausen gezeigt.

## Namensgebung
Die Rose wurde von George Delbard zu Ehren des französischen Malers Henri Matisse, einem der bedeutenden Vertreter der Klassischen Moderne benannt. Sie gehört mit den Rosensorten ‘Alfred Sisley’, ‘Marc Chagall’, ‘Maurice Utrillo’, ‘Camille Pissarro’, ‘Edgar Degas’, ‘Claude Monet’, ‘Paul Cézanne’ und ‘Paul Gauguin’ zu den so genannten französischen Malerrosen (Rose des Peintres).